# Miltochrista quadrifasciata
Miltochrista quadrifasciata är en fjärilsart som beskrevs av Rothschild 1913. Miltochrista quadrifasciata ingår i släktet Miltochrista och familjen björnspinnare. Inga underarter finns listade i Catalogue of Life.